# Pablo Fernández Albaladejo
Pablo Fernández Albaladejo (Alhucemas, 1946) és un historiador basc, deixeble de Miguel Artola Gallego i catedràtic d'Història Moderna de la Universitat Autònoma de Madrid. L'any 2010 va rebre el Premio Nacional de Historia de España per la seva obra La crisis de la monarquía.
Format a la Universitat de Salamanca, va formar part del primer planter de professors del Departament d'Història de la Universitat Autònoma de Madrid en 1968. Va defensar la seva tesi en 1975 sobre la crisi de l'Antic Règim a Guipúscoa, que va constituir un dels millors exemples de la historiografia de la Escola dels Annales que es va donar a Espanya. Va modificar la seva perspectiva des de finals dels anys setanta cap a la història constitucional, amb una creixent influència de la història conceptual alemanya i intel·lectual de Cambridge. El seu fruit més acabat en aquest sentit van constituir els seus Fragmentos de Monarquía, obra publicada en 1992.
El seu treball d'investigador se centra principalment en la història política i constitucional de l'Antic Règim. En la seva càtedra s'ocupa específicament de les relacions entre historiografia i identitat en l'Espanya moderna. Entre les seves obres més recents es troben: Fénix de España. Modernidad y cultura propia en la España del siglo XVIII (1737-1766) (2006), Materia de España. Cultura política e identidad en la España Moderna (2007) o La crisis de la monarquía (2009), en la qual analitza el segle xvii espanyol com un temps de crisi, d'estancament en termes materials i humans, i de punt mort polític, encara que no de decadència.

## Obres
- La crisis de la Monarquía Marcial Pons : Crítica, 2009. ISBN 978-84-7423-966-9
- Materia de España: cultura política e identidad en la España moderna Madrid : Marcial Pons Historia, 2007. ISBN 978-84-96467-35-4
- Fragmentos de monarquía: trabajos de historia política Alianza Editorial, 1992. ISBN 84-206-2734-8
- La revuelta antiespañola en Nápoles: los orígenes (1585-1647) amb Rosario Villari i Fernando Sánchez Dragó.Alianza Editorial, 1979. ISBN 84-206-2246-X
- El siglo de hierro: cambio social en Europa, 1550-1660 amb Henry Kamen i María Luisa Balseiro. Alianza Editorial, 1977. ISBN 84-206-2193-5
- La crisis del Antiguo Régimen en Guipúzcoa 1766- 1833: Cambio económico e historia [Madrid] : Akal, [1975]. ISBN 84-7339-116-0
- Materia de España: cultura política e identidad en la España moderna Madrid : Marcial Pons Historia, 2007